# Som jag är
Som jag är ("Così come sono") è il terzo album della cantante degli ABBA Agnetha Fältskog, pubblicato verso la fine del 1970 e co-prodotto da Little Gerhard (al secolo Karl-Gerhard Lundqvist) e dall'allora compagno di Agnetha, Björn Ulvaeus.
Come nell'album precedente, Agnetha Fältskog compose solo alcune delle canzoni contenute nel disco, quali  Om tårar vore guld e Jag skall göra allt. Quest'ultima fu registrata anche in tedesco con il titolo di Tausend Wunder. Agnetha Fältskog, inoltre, contribuì alla stesura del testo in svedese di altre due canzoni.
Il brano che ha avuto più successo è Om tårar vore guld, numero uno nella Svensktoppen, che fu anche il primo singolo estratto dall'album; si tratta forse della canzone di maggior successo del periodo pre-ABBA, nonostante le lamentele da parte di un compositore danese, il quale affermò che Agnetha Fältskog avesse tratto 22 battute musicali dalla propria composizione Tema (sebbene questa sia stata scritta negli anni cinquanta e mai registrata). La questione si protrasse fino al 1977, quando fu raggiunto un accordo e Agnetha Fältskog pagò una somma di 5000 corone danesi.

## Tracce
Lato A
1. Som ett eko (Come un'eco) – 3:16 (testo: Stig Anderson – musica: Alberto Morina, Giulio D'Ercole, Adriano Tomassini, Mario Vicari) – (versione in svedese di Vagabondo di Nicola Di Bari)
2. När jag var fem (Quando avevo cinque anni) – 3:14 (testo: Peter Himmelstrand – musica: Alan Bernstein, Victor Millrose) – (versione in svedese di When I Was Five)
3. En sång och en saga (Una canzone e una storia) – 3:40 (testo: S. Anderson – musica: Paul Mauriat, André Pascal) – (versione in svedese di La première étoile)
4. Tänk va' skönt (Immagina come sarebbe bello) – 3:24 (testo: Agnetha Fältskog – musica: Val Avon) – (versione in svedese di Good To Be Alive)
5. Ta det bara med ro (Basta prenderla con calma) – 2:14 (testo: S. Anderson – musica: Naomi Martin) – (versione in svedese di Things Go Better With Love)
6. Om tårar vore guld (Se le lacrime fossero oro) – 3:30 (A. Fältskog)

Lato B
1. Hjärtats saga (Storia di un cuore) – 2:21 (Wilhelm Åström) – (Arr.: A. Fältskog, Björn Ulvaeus, Sven-Olof Walldoff)
2. Spela vår sång (Suona la nostra canzone) – 2:23 (testo: A. Fältskog – musica: Tony Cole) – (versione in svedese di Melody Man)
3. Så här börjar kärlek (feat. Björn Ulvaeus) (Così comincia l'amore) – 2:35 (P. Himmelstrand)
4. Du ska minnas mig (Ti ricorderai di me) – 3:14 (testo: A. Fältskog – musica: A. Hamilton, S. Worth) – (versione in svedese di You'll Remember Me)
5. Jag ska göra allt (Farò di tutto) – 3:50 (A. Fältskog)
6. Sov gott min lilla vän (Dormi bene mio piccolo amico) – 2:50 (testo: A. Fältskog – musica: Emil Stern, Eddy Marnay) – (versione in svedese di Un jour, un enfant di Frida Boccara)